# 도리스 하트
도리스 하트(Doris Hart, 1925년 6월 2일 ~ 2015년 5월 29일)은 전 세계 랭킹 1위였던 미국의 여자 테니스 선수이다.
하트는 어린 시절 골수염을 앓아 오른쪽 다리에 영구적인 장애가 생겼다. 이후 오빠인 버드 하트(Bud Hart)의 강력한 권유로 그녀는 10살 때부터 테니스를 배우기 시작했다.
그녀의 생애 첫 그랜드 슬램 타이틀은 1947년 윔블던 챔피언십 복식에서 우승한 것이다. 당시 그녀는 마이애미 대학교의 학생이었다.
하트는 1949년 호주 챔피언십에서 우승하면서 첫 그랜드 슬램 단식 타이틀을 획득했다. 그녀는 또 1950·52년 프랑스 챔피언십, 1951년 윔블던, 그리고 1954·55년 U.S. 챔피언십 단식에서도 우승했다. 1951년 윔블던 단식에서 우승할 때에는 결승에서 그녀의 오랜 복식 파트너였던 셜리 프라이 어빈을 만나 승리하였다. 1954년 U.S. 챔피언십 결승에서는 루이즈 브로프 클랩을 만나 매치 포인트까지 몰리는 위기를 넘기면서 극적으로 우승하였다.
하트는 선수로 활동하는 동안 그랜드 슬램 단식에 총 34번 출전하여 32번 8강 이상의 성적을 올렸다. 8강 진출에 실패했던 것은 그녀가 각각 15·16세였을 때 출전했던 첫 번째와 두 번째 그랜드 슬램 대회 두 번뿐이었다. 그녀는 그랜드 슬램 단식 결승에 총 18번 진출하여 6번 우승했으며, 1955년 U.S. 챔피언십 단식 우승을 마지막으로 그랜드 슬램 단식에 더 이상 출전하지 않았다. 그녀의 마지막 그랜드 슬램 복식은 1969년 US 오픈에 캐롤 그래브너와 함께 출전한 것이며, 이 대회에서의 성적은 1회전 탈락에 그쳤다.
하트는 1951년 윔블던 단식·복식·혼합복식에서 모두 우승했으며, 당시 그녀는 이 세 경기를 모두 하루에 치렀다. 1952년 프랑스 챔피언십과 1954년 U.S. 챔피언십에서도 단식·복식·혼합복식을 모두 석권하면서 '트리플 크라운'을 달성했다.
그녀는 와이트만 컵에 1946년부터 1955년까지 출전하였으며, 단식에서는 14승 무패, 복식에서는 8승 1패를 기록하였다.
하트는 그랜드 슬램 단식 경기에서 모린 코놀리를 이긴 두 명뿐인 여자 선수 중 한 명이다. 하트는 1950년 U.S. 챔피언십 2회전에서 코놀리를 만나 6-2, 7-5로 승리하였다.(코놀리를 이긴 또 다른 한 명의 선수는 바바라 스코필드 데이비슨으로, 스코필드는 코놀리를 1949년 U.S. 챔피언십 2회전에서 6-4, 6-3으로 이겼다.) 코놀리는 통산 9번의 그랜드 슬램 단식 우승을 했던 선수이며, 그 중 4번은 결승에서 하트를 만나 승리하면서 우승한 것이었다.
하트는 통산 35개의 그랜드 슬램 타이틀을 획득하여 루이즈 브로프 클랩과 함께 그랜드 슬램 타이틀 수 역대 5위에 올라 있다. 35개의 타이틀 중 단식이 6개, 복식이 14개, 그리고 혼합복식이 15개이다. 하트는 소위 '풀셋' 그랜드 슬램을 달성한 역대 3명의 여자 선수 중 한 명으로, 그녀는 4개 그랜드 슬램 단식·복식·혼합복식에서 모두 한 번 이상씩 우승했다. 나머지 두 명은 마가렛 코트와 마르티나 나브라틸로바이다. 하트는 1951년부터 1953년까지 그랜드 슬램 복식에서 43연승을 기록하면서 9회 연속 그랜드 슬램 복식 우승을 달성했다. 이 기록은 1954년 윔블던 복식 결승에서 패하면서 끝났다.
데일리 텔레그래프와 데일리 메일의 존 올리프(John Olliff)와 랜스 틴게이(Lance Tingay)에 따르면, 하트는 1946년부터 1955년까지 세계 랭킹 10권에 속해 있었으며, 1951년에는 1위까지 올랐었다고 한다.(1940년부터 1945년까지는 공식 랭킹이 발표되지 않았음) 하트는 1942년부터 1955년까지 미국 론 테니스 협회가 발표한 공식 연말 랭킹의 톱10에 포함되었다.
하트는 1955년 투어에서 은퇴한 후 전문 테니스 코치가 되었다. 그녀는 1969년 국제 테니스 명예의 전당에 헌액되었다.

## 그랜드 슬램 기록
- 호주 챔피언십 (4)
  - 단식 우승: 1949
  - 단식 준우승: 1950
  - 여자 복식 우승: 1950
  - 여자 복식 준우승: 1949
  - 혼합복식 우승 (2): 1949, 1950

- 프랑스 챔피언십 (10)
  - 단식 우승 (2): 1950, 1952
  - 단식 준우승 (3): 1947, 1951, 1953
  - 여자 복식 우승 (5): 1948, 1950, 1951, 1952, 1953
  - 여자 복식 준우승 (2): 1946, 1947
  - 혼합복식 우승 (3): 1951, 1952, 1953
  - 혼합복식 준우승: 1948

- 윔블던 (10)
  - 단식 우승: 1951
  - 단식 준우승 (3): 1947, 1948, 1953
  - 여자 복식 우승 (4): 1947, 1951, 1952, 1953
  - 여자 복식 준우승 (4): 1946, 1948, 1950, 1954
  - 혼합복식 우승 (5): 1951, 1952, 1953, 1954, 1955
  - 혼합복식 준우승: 1948

- U.S. 챔피언십 (11)
  - 단식 우승 (2): 1954, 1955
  - 단식 준우승 (5): 1946, 1949, 1950, 1952, 1953
  - 여자 복식 우승 (4): 1951, 1952, 1953, 1954
  - 여자 복식 준우승 (9): 1942, 1943, 1944, 1945, 1947, 1948, 1949, 1950, 1955
  - 혼합복식 우승 (5): 1951, 1952, 1953, 1954, 1955
  - 혼합복식 준우승 (2): 1945, 1950

## 그랜드 슬램 단식 결승

### 우승 (6)
| 연도 | 대회                | 결승 상대          | 스코어        |
| ---- | ------------------- | ------------------ | ------------- |
| 1949 | 호주 챔피언십       | 낸시 와인 볼튼     | 6-3, 6-4      |
| 1950 | 프랑스 챔피언십     | 팻 캐닝 토드       | 6-4, 4-6, 6-2 |
| 1951 | 윔블던              | 셜리 프라이 어빈   | 6-1, 6-0      |
| 1952 | 프랑스 챔피언십 (2) | 셜리 프라이 어빈   | 6-4, 6-4      |
| 1954 | U.S. 챔피언십       | 루이즈 브로프 클랩 | 6-8, 6-1, 8-6 |
| 1955 | U.S. 챔피언십 (2)   | 패트리샤 워드      | 6-4, 6-2      |

### 준우승 (12)
| 연도 | 대회            | 결승 상대          | 스코어        |
| ---- | --------------- | ------------------ | ------------- |
| 1946 | U.S. 챔피언십   | 펄린 베츠 아디     | 11-9, 6-3     |
| 1947 | 프랑스 챔피언십 | 팻 캐닝 토드       | 6-3, 3-6, 6-4 |
| 1947 | 윔블던          | 마가렛 오스본 듀폰 | 6-2, 6-4      |
| 1948 | 윔블던          | 루이즈 브로프 클랩 | 6-3, 8-6      |
| 1949 | U.S. 챔피언십   | 마가렛 오스본 듀폰 | 6-3, 6-1      |
| 1950 | 호주 챔피언십   | 루이즈 브로프 클랩 | 6-4, 3-6, 6-4 |
| 1950 | U.S. 챔피언십   | 마가렛 오스본 듀폰 | 6-4, 6-3      |
| 1951 | 프랑스 챔피언십 | 셜리 프라이 어빈   | 6-3, 3-6, 6-3 |
| 1952 | U.S. 챔피언십   | 모린 코놀리 브린커 | 6-3, 7-5      |
| 1953 | 프랑스 챔피언십 | 모린 코놀리 브린커 | 6-2, 6-4      |
| 1953 | 윔블던          | 모린 코놀리 브린커 | 8-6, 7-5      |
| 1953 | U.S. 챔피언십   | 모린 코놀리 브린커 | 6-2, 6-4      |

## 그랜드 슬램 성적 연대표

### 단식
| 대회            | 1940  | 1941  | 1942  | 1943  | 1944  | 1945  | 19461 | 19471 | 1948  | 1949  | 1950  | 1951  | 1952  | 1953  | 1954  | 1955  | 통산 SR |
| --------------- | ----- | ----- | ----- | ----- | ----- | ----- | ----- | ----- | ----- | ----- | ----- | ----- | ----- | ----- | ----- | ----- | ------- |
| 호주 챔피언십   | A     | NH    | NH    | NH    | NH    | NH    | A     | A     | A     | W     | F     | A     | A     | A     | A     | A     | 1 / 2   |
| 프랑스 챔피언십 | NH    | R     | R     | R     | R     | A     | QF    | F     | SF    | A     | W     | F     | W     | F     | A     | A     | 2 / 7   |
| 윔블던          | NH    | NH    | NH    | NH    | NH    | NH    | QF    | F     | F     | A     | SF    | W     | QF    | F     | SF    | SF    | 1 / 9   |
| U.S. 챔피언십   | 2R    | 1R    | QF    | SF    | QF    | SF    | F     | SF    | QF    | F     | F     | SF    | F     | F     | W     | W     | 2 / 16  |
| SR              | 0 / 1 | 0 / 1 | 0 / 1 | 0 / 1 | 0 / 1 | 0 / 1 | 0 / 3 | 0 / 3 | 0 / 3 | 1 / 2 | 1 / 4 | 1 / 3 | 1 / 3 | 0 / 3 | 1 / 2 | 1 / 2 | 6 / 34  |

NH = 대회 미개최(Not Held).

R = 참가자격이 프랑스 국민만으로 제한되었으며 독일 점령하에 개최됨(Restricted).

A = 대회 불참(Absent).

SR = 우승 비율: 우승 회수 / 대회 참가 회수

W/F/SF/QF = 우승/준우승/4강/8강

11946, 1947년 프랑스 챔피언십은 윔블던 다음으로 개최되었다.

### 여자 복식
| 대회            | 1940  | 1941  | 1942  | 1943  | 1944  | 1945  | 19461 | 19471 | 1948  | 1949  | 1950  | 1951  | 1952  | 1953  | 1954  | 1955  | 1956- 1968 | 1969  | 통산 SR |
| --------------- | ----- | ----- | ----- | ----- | ----- | ----- | ----- | ----- | ----- | ----- | ----- | ----- | ----- | ----- | ----- | ----- | ---------- | ----- | ------- |
| 호주 챔피언십   | A     | A     | NH    | NH    | NH    | NH    | NH    | A     | A     | F     | W     | A     | A     | A     | A     | A     | A          | A     | 1 / 2   |
| 프랑스 챔피언십 | NH    | R     | R     | R     | R     | A     | F     | F     | W     | A     | W     | W     | W     | W     | A     | A     | A          | A     | 5 / 7   |
| 윔블던          | NH    | NH    | NH    | NH    | NH    | NH    | F     | W     | F     | A     | F     | W     | W     | W     | F     | SF    | A          | A     | 4 / 9   |
| U.S. 챔피언십   | A     | A     | F     | F     | F     | F     | SF    | F     | F     | F     | F     | W     | W     | W     | W     | F     | A          | 1R    | 4 / 15  |
| SR              | 0 / 0 | 0 / 0 | 0 / 1 | 0 / 1 | 0 / 1 | 0 / 1 | 0 / 3 | 1 / 3 | 1 / 3 | 0 / 2 | 2 / 4 | 3 / 3 | 3 / 3 | 3 / 3 | 1 / 2 | 0 / 2 | 0 / 0      | 0 / 1 | 14 / 33 |

NH = 대회 미개최(Not Held).

R = 참가자격이 프랑스 국민만으로 제한되었으며 독일 점령하에 개최됨(Restricted).

A = 대회 불참(Absent).

SR = 우승 비율: 우승 회수 / 대회 참가 회수

W/F/SF/QF = 우승/준우승/4강/8강

11946, 1947년 프랑스 챔피언십은 윔블던 다음으로 개최되었다.

### 혼합 복식
| 대회            | 1940  | 1941  | 1942  | 1943  | 1944  | 1945  | 19461 | 19471 | 1948  | 1949  | 1950  | 1951  | 1952  | 1953  | 1954  | 1955  | 1956- 1968 | 1969  | 통산 SR |
| --------------- | ----- | ----- | ----- | ----- | ----- | ----- | ----- | ----- | ----- | ----- | ----- | ----- | ----- | ----- | ----- | ----- | ---------- | ----- | ------- |
| 호주 챔피언십   | A     | A     | NH    | NH    | NH    | NH    | NH    | A     | A     | W     | W     | A     | A     | A     | A     | A     | A          | A     | 2 / 2   |
| 프랑스 챔피언십 | NH    | R     | R     | R     | R     | A     | ?     | ?     | F     | A     | ?     | W     | W     | W     | A     | A     | A          | A     | 3 / ?   |
| 윔블던          | NH    | NH    | NH    | NH    | NH    | NH    | 4R    | SF    | F     | A     | SF    | W     | W     | W     | W     | W     | A          | A     | 5 / 9   |
| U.S. 챔피언십   | ?     | ?     | ?     | 1R    | QF    | F     | QF    | 1R    | SF    | QF    | F     | W     | W     | W     | W     | W     | A          | QF    | 5 / ?   |
| SR              | 0 / ? | 0 / ? | 0 / ? | 0 / 1 | 0 / 1 | 0 / 1 | 0 / ? | 1 / ? | 0 / ? | 1 / 2 | 1 / ? | 3 / 3 | 3 / 3 | 3 / 3 | 2 / 2 | 2 / 2 | 0 / 0      | 0 / 1 | 15 / ?  |

NH = 대회 미개최(Not Held).

R = 참가자격이 프랑스 국민만으로 제한되었으며 독일 점령하에 개최됨(Restricted).

A = 대회 불참(Absent).

SR = 우승 비율: 우승 회수 / 대회 참가 회수

W/F/SF/QF = 우승/준우승/4강/8강

11946, 1947년 프랑스 챔피언십은 윔블던 다음으로 개최되었다.

## 같이 보기
- (영어) 그랜드 슬램 결승에 진출한 역대 여자 테니스 선수들의 그랜드 슬램 성적 연대표 - 영어 위키백과 문서